# Andy Goodrich
Andrew Lee Goodrich (Memphis (Tennessee), 17 januari 1928 – Bryn Mawr, 19 oktober 2008) was een Amerikaanse jazzaltsaxofonist, muziekpedagoog en hoogleraar.

## Biografie
Andy Goodrich telt tot de veteranen van het jazzcircuit van Chicago. Hij studeerde aan de Tennessee State University. Daarna vervulde hij in Korea zijn militaire dienstplicht en verhuisde hij naar Nashville (Tennessee), waar hij tien jaar muziekonderricht gaf aan openbare scholen. Hij was lid van de Afro-Amerikaanse burgerrechtenbeweging en wisselde naar de Michigan State University, waar hij in 1969 de doctorsgraad verwierf. Daarna was hij als docent werkzaam aan de University of Maryland. Goodrich was docent van Booker Little, Charles Lloyd en Harold Mabern. Met Robert Harris schiep hij het eerste programma voor Afro-Amerikaanse muziek als avondcollege aan de Michigan State University. Later verhuisde hij naar Chicago en concentreerde hij zich na zijn terugtrekking uit zijn lesactiviteiten tijdens de jaren 1990 op zijn werkzaamheden als muzikant. Pas in 1996 ontstond het eerste album Motherless Child onder zijn eigen naam bij Delmark Records met Eddie Henderson, Harold Mabern, James Williams, Buster Williams en Billy Hart. 
Goodrichs saxofoonstijl werd beïnvloed door Eddie Vinson, Charlie Parker, Sonny Stitt en Benny Carter. 

## Overlijden
Andy Goodrich overleed in oktober 2008 op 80-jarige leeftijd.